# Н
Н, н (en cursiva Н, н) és una lletra de l'alfabet ciríl·lic, la quinzena de l'alfabet rus.
Tot i que pot tenir la forma de la H llatina, representa el so [n] (Noguera). Fou inspirada en una lletra de l'alfabet grec: N.

## Taula de codis
| Codificació de caràcters | Tipus     | Decimal | Hexadecimal | Octal  | Binari              |
| ------------------------ | --------- | ------- | ----------- | ------ | ------------------- |
| Unicode                  | Majúscula | 1053    | 041D        | 002035 | 0000 0100 0001 1101 |
| Unicode                  | Minúscula | 1085    | 043D        | 002075 | 0000 0100 0011 1101 |
| ISO 8859-5               | Majúscula | 189     | BD          | 275    | 1011 1101           |
| ISO 8859-5               | Minúscula | 221     | DD          | 335    | 1101 1101           |
| KOI 8                    | Majúscula | 238     | EE          | 356    | 1110 1110           |
| KOI 8                    | Minúscula | 206     | CE          | 316    | 1100 1110           |
| Windows 1251             | Majúscula | 205     | CD          | 315    | 1100 1101           |
| Windows 1251             | Minúscula | 237     | ED          | 355    | 1110 1101           |